# Oberonia urostachya
Oberonia urostachya är en orkidéart som beskrevs av Rudolf Schlechter. Oberonia urostachya ingår i släktet Oberonia och familjen orkidéer. Inga underarter finns listade i Catalogue of Life.